# Episodi de L'ispettore Derrick (venticinquesima stagione)
La venticinquesima stagione della serie televisiva L'ispettore Derrick, composta da 5 episodi, è stata trasmessa in Germania nel 1998 sul canale ZDF.
| nº Prima TV Germania | nº Produzione | nº Stagione x nº Episodio | Titolo originale                 | Titolo italiano          | Prima TV Germania | Prima TV Italia | Anno Produzione |
| -------------------- | ------------- | ------------------------- | -------------------------------- | ------------------------ | ----------------- | --------------- | --------------- |
| 277                  | 277           | 25x01                     | Die Tochter des Mörders          | Vera                     | 23 gennaio 1998   | 26 giugno 2000  | 1997            |
| 278                  | 278           | 25x02                     | Anna Lakowski                    | Una donna sola           | 6 marzo 1998      | 19 marzo 2001   | 1997            |
| 279                  | 279           | 25x03                     | Herr Kordes braucht eine Million | Il rapimento             | 17 aprile 1998    | 27 giugno 2000  | 1997            |
| 280                  | 280           | 25x04                     | Mama Kaputtke                    | La voce di Elisabeth     | 1 maggio 1998     | 28 giugno 2000  | 1997            |
| 281                  | 281           | 25x05                     | Das Abschiedsgeschenk            | Addio, ispettore Derrick | 16 ottobre 1998   | 30 giugno 2000  | 1997            |

## Vera
- Titolo originale: Die Tochter des Mörders
- Diretto da: Dietrich Haugk
- Scritto da: Herbert Reinecker

Interpreti: Horst Tappert - Stephan Derrick, Fritz Wepper - Harry Klein, Willy Schäfer - Willy Berger, Jeannine Burch - Luise Köhler, Jutta Kammann - Lara Kronach, Gundi Ellert - Gina König, Günther Kaufmann - Bubal, Christian Kohlund - Johannes Dohna, Theresa Scholze - Vera Dohna, Werner Schnitzer - Walter König, Peter Weiß - Bertram, Jürgen Schilling, Franjo Marincic, Mario Marincic

### Trama
Walter König, proprietario del Ristorante Cremona, viene ucciso con un colpo di pistola mentre sta chiamando la polizia. Un uomo era riuscito ad entrare nel locale in piena notte per convincere König a pagare il pizzo. L'assassino viene riconosciuto dal cameriere mentre sta scappando dal locale, si tratta di Johannes Dohna, uomo legato alla mafia. Dohna si dà alla fuga e scompare, piantando in asso la convivente e la figlia diciassettenne Vera. Rimasta sola, Vera accetta l'ospitalità di Lara Kronach, un'amica di Derrick.

## Una donna sola
- Titolo originale: Anna Lakowski
- Diretto da: Wigbert Wicker
- Scritto da: Herbert Reinecker

Interpreti: Horst Tappert - Stephan Derrick, Fritz Wepper - Harry Klein, Willy Schäfer - Willy Berger, Heidelinde Weis - Anna Lakowski, Marion Kracht - Sophie Lauer, Pierre Franckh - Jakob Droste, Klaus Höhne - Sorpe, Gabriele Dossi - madre di Sophie, Alexander-Klaus Stecher - Kessler, Raphael Wilczek - Kantrop, Iris Junik - Nana

### Trama
Anna Lakowski, dopo aver fatto la spesa, torna nell'appartamento del signor Lauwerke per fare le pulizie. Trova due uomini incappucciati. Dopo una colluttazione Anna riesce a vedere uno dei due, strappandogli il passamontagna. Trova poi Lauwerke ucciso e chiama la polizia. Quando Anna arriva nell'ufficio di Derrick, fa un identikit impreciso del criminale. Anna ora si trova in pericolo di vita e Derrick le dà un telefonino per poter esser contattato in qualsiasi momento.

## Il rapimento
- Titolo originale: Herr Kordes braucht eine Million
- Diretto da: Wigbert Wicker
- Scritto da: Herbert Reinecker

Interpreti: Horst Tappert - Stephan Derrick, Fritz Wepper - Harry Klein, Willy Schäfer - Willy Berger, Lambert Hamel - signor Kordes, Maria Becker - madre del signor Kordes, Johanna Klante - Cornelia Kordes, Peter Kethath - Leopold Kordes, Miguel Herz-Kestranek - signor Heimeran, Christiane Hammacher - signora Heimeran

### Trama
Mentre esce da una serata in palestra, Charlotte Heimeran, figlia unica di un ricco imprenditore, viene rapita. I genitori di Charlotte ricevono la telefonata del rapitore che chiede un milione di marchi di riscatto da consegnare in una cabina telefonica della Stazione Centrale di Monaco. Heimeran si rivolge a Derrick per aiuto affinché Charlotte non venga uccisa. Al giorno prestabilito Heimeran lascia la valigia contenente un milione di marchi nella cabina telefonica, la raccoglie il signor Kordes. Kordes viene fermato, ma lui si giustifica perché voleva portare la valigia abbandonata all'Ufficio Oggetti Smarriti.

## La voce di Elisabeth
- Titolo originale: Mama Kaputtke
- Diretto da: Alfred Weidenmann
- Scritto da: Herbert Reinecker
- Interpreti:[3] Horst Tappert - Stephan Derrick, Fritz Wepper - Harry Klein, Willy Schäfer - Willy Berger, Sonja Sutter - signora Kraus, Thomas Schücke - Paul Kraus, Carloin Fink - Gabriele Kraus, Volker Lechtenbrink - Wegand, Wolf Roth - signor Reuter, Susanne Uhlen - Herta Reuter, Werner Schnitzer - Ruperti, Henry van Lyck - Kranz

### Trama
Un ornitologo professionista, impegnato ad ascoltare il canto degli uccelli in una zona di campagna, è riuscito a sentire ad alcune centinaia di metri, con il suo strumento sofisticato, le urla di una giovane ragazza, seguite da alcuni colpi di pistola. La ragazza uccisa è Elisabeth Kraus, di ventidue anni, che viveva con il fratello Paul e la sorella Gabriele in un appartamento e faceva l'accompagnatrice per i clienti di un albergo.

## Addio, Ispettore Derrick
- Titolo originale: Das Abschiedsgeschenk
- Diretto da: Dietrich Haugk
- Scritto da: Herbert Reinecker
- Interpreti:[4] Horst Tappert - Stephan Derrick, Fritz Wepper - Harry Klein, Willy Schäfer - Willy Berger, Maria Becker - Vera Kaaschonnick, Dirk Galuba - Walter Kaschonnick, Michaela Merten - Andrea Kaschonnick, Florian Martens - Johannes Templin, Uwe Friedrichsen - Albert Kaschonnick, Eleonore Weisgerber - Stefanie Bauer, Tobias Nath - Udo Templin, Rudolf Kronberg - presidente della polizia, Karl Lieffen - Lagusta, Pierre Franckh - fotografo, Markus Böttcher - Werner Riedmann, Michael Ande - Gerd Heymann, Franjo Marincic, August Everding, Günther Kaufmann

### Trama
Arriva la notizia che, quando entro breve tempo lascerà il servizio attivo nella polizia di Monaco, a Derrick verrà affidato un posto di comando nell'Europol, la polizia criminale europea. La festosa atmosfera è però turbata da Albert Kaschonnick, che fu condannato a quindici anni per omicidio. Determinanti per la condanna furono le indagini condotte da Derrick, perciò Kaschonnick considera l'ispettore il suo nemico giurato e vuole vendicarsi a tutti i costi. L'intero apparato di polizia del presidio di Monaco è in stato d'allarme.